# Екзегеза
Екзегеза (от старогръцки: ἐξήγησις, „извеждам“) е критическо обяснение или интерпретация на текст, обикновено с религиозен характер. Според Православен речник това е дял от богословието, тълкуване на Свещеното Писание, а екзегет е тълкувател на съдържанието на библейските книги.
Традиционно понятието се използва главно по отношение на Библията, но в наши дни за тази цел се използва термина „библейска екзегеза“ в отличие от по-широкото значение. Екзегезата обхваща широк кръг критически дисциплини – текстологията включва изследванията на историята и произхода на текстовете, но към екзегезата се отнасят също историческата и културна среда на автора, текста и очакваната публика. Други анализи са класификацията на литературните жанрове, представени в текста, и анализа на граматичните и синтактични особености на самия текст.